# Парагвай на Чемпіонаті світу з водних видів спорту 2015
Парагвай взяв участь у Чемпіонаті світу з водних видів спорту 2015, який пройшов у Казані (Росія) від 24 липня до 9 серпня.

## Плавання
Парагвайські плавці виконали кваліфікаційні нормативи в дисциплінах, які наведено в таблиці (не більш як 2 плавці на одну дисципліну за часом нормативу A, і не більш як 1 плавець на одну дисципліну за часом нормативу B):
Чоловіки
| Спортсмен                                        | Дисципліна                           | Попередній заплив | Попередній заплив | Півфінал        | Півфінал        | Фінал           | Фінал           |
| Спортсмен                                        | Дисципліна                           | Час               | Місце             | Час             | Місце           | Час             | Місце           |
| ------------------------------------------------ | ------------------------------------ | ----------------- | ----------------- | --------------- | --------------- | --------------- | --------------- |
| Бен Гокін                                        | 100 м вільним стилем                 | 50.19             | 43                | Завершив виступ | Завершив виступ | Завершив виступ | Завершив виступ |
| Бен Гокін                                        | 200 м вільним стилем                 | 1:49.60           | 37                | Завершив виступ | Завершив виступ | Завершив виступ | Завершив виступ |
| Бен Гокін                                        | 50 м батерфляєм                      | 24.24             | 34                | Завершив виступ | Завершив виступ | Завершив виступ | Завершив виступ |
| Бен Гокін                                        | 100 м батерфляєм                     | 53.92             | 39                | Завершив виступ | Завершив виступ | Завершив виступ | Завершив виступ |
| Чарльз Гокін                                     | 50 м на спині                        | 26.57             | 44                | Завершив виступ | Завершив виступ | Завершив виступ | Завершив виступ |
| Чарльз Гокін                                     | 100 м на спині                       | 57.84             | 50                | Завершив виступ | Завершив виступ | Завершив виступ | Завершив виступ |
| Матіас Лопес                                     | 200 м на спині                       | 2:01.74           | 28                | Завершив виступ | Завершив виступ | Завершив виступ | Завершив виступ |
| Ренато Проно                                     | 50 м брасом                          | 28.06             | 28                | Завершив виступ | Завершив виступ | Завершив виступ | Завершив виступ |
| Ренато Проно                                     | 100 м брасом                         | 1:02.69           | 44                | Завершив виступ | Завершив виступ | Завершив виступ | Завершив виступ |
| Чарльз Гокін Матіас Лопес Ренато Проно Бен Гокін | естафета 4x100 метрів вільним стилем | 3:28.04           | 29                | Н/Д             | Н/Д             | Завершив виступ | Завершив виступ |

Жінки
| Спортсменка   | Дисципліна           | Попередній заплив | Попередній заплив | Півфінал         | Півфінал         | Фінал            | Фінал            |
| Спортсменка   | Дисципліна           | Час               | Місце             | Час              | Місце            | Час              | Місце            |
| ------------- | -------------------- | ----------------- | ----------------- | ---------------- | ---------------- | ---------------- | ---------------- |
| Карен Ріверос | 50 м вільним стилем  | 27.63             | =64               | Завершила виступ | Завершила виступ | Завершила виступ | Завершила виступ |
| Карен Ріверос | 100 м вільним стилем | 58.95             | 62                | Завершила виступ | Завершила виступ | Завершила виступ | Завершила виступ |